# 两田制
两田制出於中華人民共和國建政後，发起于山东省平度市农村，主要方案是将承包地分成口粮田和责任田，口粮田按人口平分，一般是每人0.4-0.6亩，只负担农业税；责任田则按人、按劳分配，或者以村政府的名义进行招标承包，除了负担农业税，还要交纳一定的承包费。这种制度给地方政府较大的土地支配权，损害了不少地区农民的利益，1997年后中国中央政府不允许两田制，地方政府逐渐收敛两田制的推广。